# Hotel Torre K

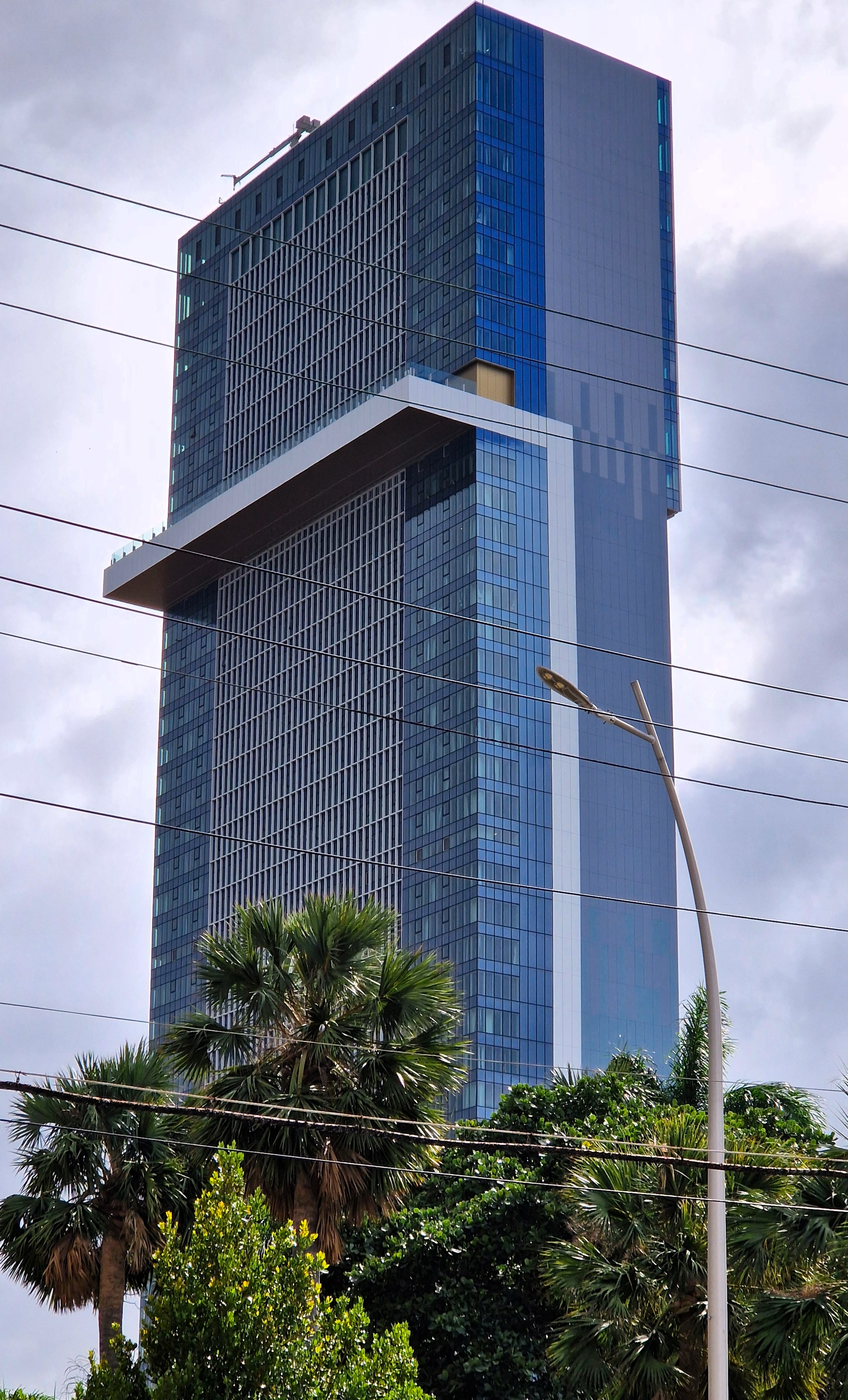
Das Hotel Torre K gesehen aus Richtung der Eisdiele Coppelia.

Das Hotel Torre K, auch Hotel Torre K-23 oder offiziell Hotel Iberostar Selection La Habana, ist ein in den 2020er Jahren gebautes Hotel im Stadtteil Vedado der kubanischen Hauptstadt Havanna. Es befindet sich zwischen den Straßen 23 und 25, sowie K und L, gegenüber der bekannten Eisdiele Coppelia. Das Hotel Habana Libre befindet sich nur zwei Blocks entfernt. Der inoffizielle Name leitet sich von seiner Lage an den Straßen 23 und K ab.Torre bedeutet Turm. Eröffnet wurde das Hotel nach mehrfacher Verschiebung des Termins Ende Februar 2025. Es gehört zu der dem kubanischen Militär gehörenden GAESA-Gruppe und wird von der spanischen Iberostar-Gruppe betrieben.
Das Bauwerk verfügt über 42 Stockwerke und ist 154 Meter hoch, womit es das höchste Gebäude des Landes darstellt. Es übertrifft damit das benachbarte Habana Libre und das ebenfalls in der Nähe befindende Focsa-Gebäude. Baubeginn war im Jahr 2018. Die Finanzierung des Baus erfolgte zu 100 % aus einheimischen Mitteln.
Im 32. Stock des Gebäudes befindet sich eine Terrasse namens „Habana Selfies“, die einen Panorama-Blick über die Stadt bietet, ebenso wie die Bar „Habana Blues“ an der Spitze des Bauwerkes. Wie diese Bar sind zahlreiche andere Bereiche des Hotels nach berühmten Filmen benannt: Das Restaurant „Taxi Driver“ im Erdgeschoss, die Lobby-Bar „La Dolce Vita“, ein Bereich im 2. Obergeschoss, der dem kubanischen Film gewidmet ist, das Buffet-Restaurant „Fresa y Chocolate“ sowie die Snackbar am Pool „Habanastation“. 594 Plastik-freie Räume sollen dem Ziel des verantwortungsbewussten und nachhaltigen Tourismus Rechnung tragen.

## Kontroversen
Der Hotelneubau löste erhebliche Kontroversen aus. Er steht für viele quasi als Symbol für die verfehlte Investitionspolitik des kubanischen Staates, statt in die zunehmend verfallenen heimische Infrastruktur und Versorgungssicherheit der Bevölkerung zu investieren, viel Geld in einen Hotelneubau zu stecken, obwohl hier seit Anfang der 2020er Jahre eine verhältnismäßig große Unterauslastung besteht. Im Volksmund wird das Hotelhochhaus demzufolge auch Mirador de la Miseria (Aussichtspunkt auf die Misere) genannt. Während dieses Hotel neu gebaut wurde, sah sich das benachbarte Hotel Habana Libre zunehmenden Verfall ausgesetzt. Das ebenfalls zur Iberostar-Kette gehörende Hotel Habana Riviera, welches nur einen Kilometer entfernt direkt an der Uferstraße Malecón liegt, musste sogar geschlossen werden.
Eine kurzfristige Hoffnung zum Besseren, auf die sich das Regime regelmäßig beruft, besteht wohl nicht. Die Zahl der Touristen, die Kuba besuchten, lag im Jahr 2024 um acht Prozent unter der des Vorjahres. Nach der Euphorie wegen der Lockerungen der Beziehungen mit den USA unter der zweiten Präsidentschaft von Barack Obama hoffte man in Kuba auf einen kommenden Boom von insbesondere Luxustourismus aus den USA und nahm entsprechende Hotelneubauprojekte in Angriff. Der folgende Präsident Donald Trump nahm jedoch einen Großteil der Erleichterungen zurück. Zusätzlich traf die Corona-Pandemie Kuba besonders hart, wovon sich weder Wirtschaft noch Tourismus wieder komplett erholten.
Im Juli 2025 nahm das U.S. State Department das Hotel in die Liste der sanktionierten Einrichtungen auf, die US-Bürger nicht besuchen dürfen, um zu verhindern, dass deren Geld die Repressionen des kubanischen Regimes finanzieren würde.